# Episodi di Brothers (serie televisiva 1984) (quarta stagione)
La quarta stagione della serie televisiva Brothers è stata trasmessa in anteprima negli Stati Uniti d'America da Showtime tra l'8 maggio 1987 e il 4 dicembre 1987.
| nº | Titolo originale              | Titolo italiano | Prima TV USA      | Prima TV Italia |
| -- | ----------------------------- | --------------- | ----------------- | --------------- |
| 1  | Wedding Bell Blues            |                 | 8 maggio 1987     |                 |
| 2  | What?                         |                 | 15 maggio 1987    |                 |
| 3  | Chez Cliff                    |                 | 29 maggio 1987    |                 |
| 4  | Love and Learn                |                 | 5 giugno 1987     |                 |
| 5  | Leave It to Cleavage          |                 | 12 giugno 1987    |                 |
| 6  | Fear of Heights               |                 | 19 giugno 1987    |                 |
| 7  | Cliff's Magic Recipe          |                 | 26 giugno 1987    |                 |
| 8  | On the Rebound                |                 | 10 luglio 1987    |                 |
| 9  | Old Man Waters                |                 | 17 luglio 1987    |                 |
| 10 | Home Is Where the Heart Is    |                 | 24 luglio 1987    |                 |
| 11 | Man's Choice                  |                 | 31 luglio 1987    |                 |
| 12 | Starry, Starry Nightmare      |                 | 21 agosto 1987    |                 |
| 13 | Penny and the Hard Hat        |                 | 28 agosto 1987    |                 |
| 14 | Las Vegas Serenade (Part 1)   |                 | 11 settembre 1987 |                 |
| 15 | The Point After No More?      |                 | 1º agosto 1987    |                 |
| 16 | Las Vegas Serenade: (Part 2)  |                 | 18 settembre 1987 |                 |
| 17 | One on One                    |                 | 25 settembre 1987 |                 |
| 18 | The Farmer Always Rings Twice |                 | 2 ottobre 1987    |                 |
| 19 | Bachelor Father               |                 | 9 ottobre 1987    |                 |
| 20 | Masquerade                    |                 | 30 ottobre 1987   |                 |
| 21 | Thanksgiving                  |                 | 20 novembre 1987  |                 |
| 22 | Stolen Pleasures              |                 | 11 dicembre 1987  |                 |
| 23 | Is the Caller There?          |                 | 6 novembre 1987   |                 |
| 24 | The Windsor War               |                 | 13 novembre 1987  |                 |
| 25 | There's a Lid for Every Pot   |                 | 4 dicembre 1987   |                 |